# کاستلتو دی براندوتزو
کاستلتو دی براندوتزو (به ایتالیایی: Castelletto di Branduzzo) یک کومونه در ایتالیا است که در استان پاویا واقع شده‌است.

## خصوصیات
کاستلتو دی براندوتزو ۱۱٫۵ کیلومترمربع مساحت و ۱٬۰۴۱ نفر جمعیت دارد.